# 霍恩旺格林
霍恩旺格林（德語：Hohen Wangelin）是德国梅克伦堡-前波美拉尼亚州的市镇，隶属于梅克伦堡湖区县。总面积为43.97平方千米，截至2023年12月31日总人口为647人。